# 이승행
이승행(1989년 4월 1일 ~ )은 대한민국의 성우로, 2017년 대원방송 성우극회 공채 8기로 입사했다.

## 학력
- 서울과학기술대학교(졸업)

## 출연작

### 애니메이션
- 나의 히어로 아카데미아 - 머스큘러, 엣지 쇼트
- 라디앙 - 닥
- 드래곤볼 슈퍼 3기 - 베르가모
- 블랙클로버
- 소공녀 세라 (대원방송) - 뒤파르주
- 원피스 (대원방송) - 샬롯 오븐(샬롯 가의 4남), 샬롯 콤포(샬롯 가의 17남), 샬롯 바스카르테(샬롯 가의 13남), 마하바이스, 진저, 카와마츠
- 이토 준지 컬렉션
- 조이드 와일드 - 나레이션, 트러플
- 졸리와 포키 수상한 가족 - 앨번
- 학원 베이비시터즈
- 호빵맨 (애니원) - 볶음국수빵맨, 기차맨, 주먹밥맨
- Go! 프린세스 프리큐어 - 남용민
- 디지몬 고스트 게임 (재능TV) - 퍼블리몬
- 원더풀 프리큐어! (재능TV) - 메에메에

### 극장용 애니메이션
- 나소흑전기: 첫만남편 - 풍식 역
- 반도에 살어리랏다 - 오준구 역
- 마징가 Z: 인피니티 - 고뭉치 역
- 극장판 도라에몽: 진구의 보물섬 - 토마토/쵸/해적 6, 10, 13/남자 2, 7/괴물 역

### 특촬물
- 가면라이더 이그제이드
- 가면라이더 빌드 - 이기려, 황우(진정석)
- 파워레인저 갤럭시포스 - 안톤, 찬드라
- 파워레인저 다이노소울 - 유노/소울 그린

### 광고
- 씨몽키

### 게임
- 던전 앤 파이터 - 반야, 테이다 베오나르, 벌레 데샹, 전쟁상인포샤, 부관 레오니트
- 다시 그리는 시간 - 카이로스